# Heide-oogspanner
De heide-oogspanner (Charissa obscurata) is een nachtvlinder uit de familie van de spanners (Geometridae). 

## Kenmerken
De voorvleugellengte bedraagt tussen de 15 en 18 mm. De basiskleur van de vleugels is variabel, en lijkt afhankelijk van de grondkleur van de vliegplaats. Op de voorvleugel bevinden zich twee getande dwarslijnen met daartussen een donker omrande lichte ronde vlek. Op de achtervleugel bevindt zich ook een getande dwarslijn en een donker omrande lichte ronde vlek. Deze tekening is niet altijd goed zichtbaar.

## Waardplanten
De heide-oogspanner gebruikt diverse planten, vooral struikhei, als waardplanten. De rups is te vinden van september tot mei. De soort overwintert als rups. 

## Voorkomen
De soort komt verspreid van Europa en Klein-Azië tot de Koerillen voor. De habitat is kalkgrasland en heide.

### Nederland en België
De heide-oogspanner is in Nederland en België een zeer zeldzame soort. De vlinder kent jaarlijks een generatie die vliegt van halverwege juli tot in september.